# سعد الشهري
سعد الشهري (مواليد 9 يناير 1980 في الدمام، السعودية) هو لاعب كرة قدم سعودي سابق ومدرب كرة قدم سابقًا في منتخب السعودية تحت 23 سنة، وحقّق معه كأس آسيا تحت 23 سنة لكرة القدم 2022.

## مسيرته الاحترافية
تدرج في كافة الفئات السنية في نادي الاتفاق ، حيث لعب لدرجتي الناشئين والشباب ومن ثم تم تصعيده للفريق للأول، كما لعب للمنتخبات الوطنية في الفئات السنية، وأبرز مشاركاته مع المنتخب السعودي كانت في كأس العالم للشباب 1999 م في نيجيريا، وكان قائداً للمنتخب، وفي عام 2000 م انتقل إلى نادي النصر السعودي وكان عمره في ذلك الوقت 20 عاماً، وحالت إصابته في الحوض وبالرباط الصليبي دون مشاركاته المستمرة في الفريق، وبعد مضي قرابة أربع سنوت تم تعيينه كمعلم تربية بدنية في منطقة نجران، وبعدها انتقل إلى المنطقة الشرقية، لينتقل إلى نادي القادسية في العام 2006م، وبعدها خاض عدداً من التجارب في أندية الدرجة الثالثة أبرزها في نادي الجبيل والثقبة حتى اعتزل كرة القدم.

## مسيرته التدريبية
تزامن قدومه للتعليم في المنطقة الشرقية و مع إقامة بطولة الأمير محمد بن فهد الأولى للمدارس على مستوى المملكة، وحينها كان ضمن أعضاء اللجنة المنظمة للبطولة بحكم عمله كمعلم تربية بدنية في المنطقة، وكان من أشهر لاعبي منتخب الشرقية في تلك البطولة اللاعب يحيى الشهري وأحمد عكاش، ولكن لم يحصل منتخب الشرقية على لقب البطولة، وخلال تسليم كأس البطولة لمنتخب تعليم منطقة الرياض سأل الأمير محمد بن فهد عن منتخب الشرقية، وحرك هذا السؤال المياه الراكدة، حيث بدأ البحث عن استقطاب مدرب يستطيع أن يصل بمنتخب المنطقة لتحقيق رغبة وتطلعات الأمير محمد بن فهد أمير المنطقة الشرقية حينها ، وبعد البحث جاءت المبادرة من مدير منتخب تعليم المنطقة الشرقية آنذاك عمر المهنا وعادل الرميحي وحسين الغامدي لكي يكون سعد الشهري مدرباً لمنتخب تعليم المنطقة الشرقية في البطولة المقبلة.
و عندما تم ترشيحه لتولي هذه المهمة كمدرب كانت البداية هي بالبحث عن المواهب في المدارس والأندية عن طريق سعد الشهري نفسه ، وعبر الكشافين المتعاونين معه ، وبالفعل تم تجهيز المنتخب جيداً وخاضو عدداً من المباريات الودية ودخلو غمار المنافسة على البطولة وبتوفيق الله عز وجل حققو اللقب، وكانت هذه البطولة هي الإنجاز الأول للشهري شخصياً على مستوى التدريب ، وقدمت هذه البطولة نجوم يشار لهم بالبنان في الكرة السعودية حالياً منهم اللاعب ياسر الشهراني الذي نقل الشهري مركزه من متوسط الدفاع إلى خانة الظهير، وعبد الله الحافظ وإبراهيم البراهيم وعلي الزبيدي ومحمد آل فتيل ، ومن الذكريات الجميلة في تلك البطولة هي حجم الإشادة الكبيرة التي تلقاها الشهري من المدرب الوطني خليل الزياني ومدرب المنتخب السعودي للناشئين وقتها السويسري كونز.
و بعد تلك البطولة تم الاتصال به من قبل مشرف الفئات السنية في نادي القادسية سابقاً عادل الرميحي ليتولى تدريب فريق درجة الناشئين في القادسية الذي كان يلعب في دوري المناطق، ووافق وبدأ العمل الفني، وكان له شرف الصعود بالفريق إلى الدوري الممتاز لأول مرة في تاريخه، وهذا الإنجاز يُعد الثاني في مسيرة الشهري التدريبية، وخلال إشرافه على الفريق القدساوي في الدوري الممتاز للناشئين تم تكليفه بتدريب درجة الشباب في النادي وإنقاذهم من شبح الهبوط، وبالفعل وبتوفيق من الله نجا الفريق من الهبوط، وحينها وقَّعت إدارة عبد الله الهزاع عقداً معه لتدريب شباب القادسية، وفي ذلك الموسم حقق الفريق بطولة الدوري الممتاز للشباب وهو الإنجاز الثالث والأهم والأصعب كون الفريق كان ينافس في الموسم الذي قبله على البقاء، و بعدها اتصل به عبد الله المصيليخ مدير المنتخب السعودي للشباب وعرض عليه أن يكون مساعداً لمدرب المنتخب السعودي للشباب وبالفعل وافق وعمل مع المنتخب في كأس الخليج في قطر وحققو وشاركو في كأس آسيا.
بعدها عاد لتدريب شباب القادسية و جاء انتقاله لتدريب شباب النصر عن طريق عضو الشرف النصراوي عبدالله العمراني و بعدها إنتقل لتدريب منتخب الشباب و وصل معهم لكأس العالم للشباب و بعدها في صيف 2017 وقع عقد تدريب الفريق الأول في نادي النهضة و لكن تم فسخ العقد بعد فترة بسيطة و وقع عقد لتدريب الفريق الأولمبي في نادي الإتفاق و في نفس الموسم تم تكليفه لتدريب الفريق الأول بعد إقالة مدرب الفريق الأول و نجح في تحسين وضع الفريق في الدوري من الصراع على الهبوط إلى المراكز المتوسطة و تم اختياره لتدريب المنتخب الأولمبي السعودي و سيترك الإتفاق مع نهاية الموسم .